# Carlos Basham Jr.
Carlos Basham Jr. (Roanoke, 16 dicembre 1997) è un giocatore di football americano statunitense che milita nel ruolo di defensive end per i New York Giants della National Football League (NFL).

## Carriera

### Buffalo Bills
Basham al college giocò a football alla Wake Forest University. Fu scelto nel corso del secondo giro (61º assoluto) del Draft NFL 2021 dai Buffalo Bills. Nella sua stagione da rookie mise a segno 14 tackle e 2,5 sack in 8 presenze, nessuna delle quali come titolare.

### New York Giants
Il 29 agosto 2023 Basham, assieme a a una scelta del settimo giro del Draft 2025, fu scambiato con i New York Giants per una scelta del sesto giro del 2025.